# Кисангани
Кисангани (фр. Kisangani, бивши Стенливил) је град у Демократској Републици Конго у Централној Африци. Главни је град провинције Оријентале и има 682 599 становника (2004). У граду постоји универзитет. 
Налази се код места где се река Луалабо улива у реку Конго, северно од Водопада Бојома (Стенлијеви водопади). 
Трговачку постају на месту данашњег града основао је Хенри Мортон Стенли децембра 1883. Град је пуно страдао у рату у Конгу 1999. и 2000, када је био поприште сукоба армија Уганде и Руанде. 
Становништво се углавном бави ситном пољопривредом. У близини Кисанганија постоје руници дијаманата. 

## Саобраћај
У граду се налази међународни аеродром „Бангока“. Кисангани је локалном пругом спојен са градом Убунду, док је националном пругом спојен са градом Гома на истоку земље. 